# Привокзальний (місцевість Житомира)
Привокзальний — місцевість у Богунському та Корольовському районах Житомира, привокзальна частина міста. Відомий також неформальний топонім, народна назва місцевості в районі залізничного вокзалу станції Житомир — «Вокзал («На Вокзалі»)».

## Розташування
Місцевість охоплює урбаноніми та їх забудову, що обмежені: з півночі — вулицею Болгарською, проспектом Незалежності та 1-м Іподромним провулком, зі сходу — залізницею, з півдня — вулицями Павла Сингаївського, Шевченка, Бориса Тена, із заходу — вулицею Івана Мазепи, Тютюновим та Деревообробним провулками, вулицями Князів Острозьких та Східною.
До привокзальної частини міста прилучаються наступні місцевості: зі сходу — завокзальна частина міста, з півдня та південного заходу — Путятинка, із заходу — центральна частина міста, з північного заходу та півночі — північна частина міста.
На теренах привокзальної частини міста також зосереджені наступні історичні місцевості: Гейнчівка (в межах вулиць Київської, Транспортної, Олени Пчілки), частина Путятинки (на південь від Київської вулиці).
Окремо виділяються народні топоніми: «Виставка» — в межах Київської вулиці, 1-го Київського та Вацківського провулків, «Вокзал» — в межах вулиць Київської, Вокзальної, Гоголівської, Івана Сльоти та суміжних з ними кварталів, « Промавтоматика » — в районі вулиць Вітрука, Шевченка, Івана Сльоти, Павла Сингаївського, проїзду Академіка Тутковського.

## Історія
До другої половини ХІХ століття місцевість була переважно вільною від забудови. Місцевість перетинала стара поштова дорога на Радомишль, яка протягом другої половини ХІХ — початку ХХ століття була забудована внаслідок перепланування місцевості, окрім її фрагментів, що сформувалися в Деревообробний, Товарно-Вантажний провулки. Від вищевказаного шляху брала початок дорога на Вацків. Нині залишився її фрагмент у вигляді Вацківського провулка.
У першій половині ХІХ століття значна територія на теренах нинішньої привокзальної частини належала родині Гейнчів. Маєток Гейнчів розташовувався у районі сучасних вулиці Олени Пчілки та проїзду Кароля Гейнча. Маєток з поштовою дорогою на Радомишль з'єднував шлях, траєкторія якого частково збігається з нинішнім провулком Художника Канцерова. Надана аптекареві Францу Гейнчу Житомирським магістратом ділянка розташовувалася обабіч дороги на Радомишль, займаючи величезну площу — всю східну частину нинішнього Житомира, сягаючи нинішньої вулиці Сергія Параджанова. Пізніше частина місцевості на теренах нинішньої привокзальної частини міста стала відомою як Гейнчівка (хутір Перша Хінчанка). 
На південь від старого поштового шляху на Радомишль у першій половині ХІХ століття зосереджувалося декілька хуторів, зокрема, в районі нинішнього Виноградного провулка, в районі перехрестя нинішніх вулиць Івана Мазепи та Гоголівської, а також хутір Кашперовських (Кашперівка).
У 1850-х роках через місцевість прокладено ділянку Брест-Литовського шосе з напрямку Києва до середмістя Житомира (нині Київська вулиця).
Внаслідок реалізації генерального плану міста середини ХІХ століття, на теренах привокзальної частини міста протягом другої половини ХІХ століття — початку ХХ століття виникли й розвивалися наступні вулиці та їх забудова: поперечна до Київської Міщанська вулиця, а також паралельні до Київської вулиці Гоголівська та Кашперівська, що простяглися до Східної вулиці, проєктної межі міста. Станом на початок ХХ століття запроєктовані генеральним планом радіальні вулиці Іларіонівська (нині Михайла Грушевського), Іванівська (нині Монтана), Прохорівська (нині Олени Пчілки) та поперечна вулиця Східна, вздовж якої також проєктувалася східна межа міста, на місцевості прокладені не були. Наприкінці 1890-х років разом із завершенням будівництва та введенням в дію залізниці «Житомир-Бердичів» разом із залізничною станцією «Житомир», до початку ХХ століття були сформовані 1-а Привокзальна лінія (нині Вокзальна вулиця) та 3-я Привокзальна лінія (нині кінець вулиці Гоголівської).
Станом на початок ХХ століття сформована забудова вулиць Київської, Вокзальної та Гоголівської (зокрема, нинішнього 1-го Гоголівського провулка) в тодішніх межах, провулків Вацківського, Криловського, Лозицького (нині 1-й Київський), Пиржановського (наразі початок вулиці Івана Сльоти), Георгієвського (нині 1-й Мисливський), Шабанова (нині Меблевий). Садиби наявні на теренах хуторів Сейферта (Кашперівка) та Перша Хінчанка. Місцевість в межах нинішніх вулиць Бориса Тена, Шевченка, Івана Сльоти та Вітрука до середини ХХ століття була вільною від забудови заболоченою заміською територією у верхів'ї Малої Путятинки, відомою як Дмитрівське болото.
У 1899 році Київською та Вокзальною вулицями почав курсувати трамвай від середмістя до залізничного вокзалу. З 1914 року трамвай курсував лише до Привокзальної площі, де була збудована нова будівля залізничного вокзалу.
У 1914 році на території колишнього іподрому, до якого вела Іподромна вулиця (нині частина проспекту Незалежності) відкрито Житомирську в'язницю.
У 1923 році розпочала роботу столярно-меблева фабрика «Червоний Профінтерн» на базі колишнього чавунно-літієвого заводу братів Линників, розташованого між нинішніми майданом Згоди та Меблевим провулком. У 1933 році фабрика «Червоний Профінтерн» об'єдналася з Богунським лісозаводом у Житомирський меблевий комбінат.
У 1950-х роках на місці колишнього болота, з якого брала початок річка Мала Путятинка, було споруджено комплекс з основного та допоміжних павільйонів, а також парку зі штучним водоймищем та вхідної групи у вигляді декоративної брами, що разом утворювали Житомирську обласну виставку досягнень народного господарства.
У 1950 — 1960-х роках садибна житлова забудова формувалася на вільних від забудови землях колишнього хутора Перша Хінчанка, обабіч продовжених вулиць Гоголівської та Бориса Тена (між вулицями Східною та Вокзальною), Східної (від провулка Льотчика Крутеня до проспекту Незалежності), Івана Сльоти (до перехрестя з вулицею Бориса Тена), ущільнювалася забудова існуючих меандричних провулків колишнього хутора Кашперовського, навколо якого також утворилася низка нових вулиць та провулків (Добровольчих Батальйонів, Академіка Векслера, Академіка Слуцького).
У 1960-х роках розпочалася забудова місцевості багатоповерховими багатоквартирними житловими будинками за типовими проєктами. Такі будинки першою чергою постали обабіч вулиць Київської, Івана Мазепи та Східної; у 1970-х роках — між вулицями Вокзальною, Бориса Тена, Івана Сльоти й Привокзальним майданом.
У 1962 році Київською вулицею до залізничного вокзалу сконструйовано тролейбусну лінію та 1 травня 1962 року відбувся урочистий запуск тролейбусів за першим маршрутом.
У 1980-х роках на осушеному Дмитрівському болоті збудовано мікрорайон, відомий як «Промавтоматика». На території колишньої Житомирської обласної виставки досягнень народного господарства постав ряд 14-поверхових багатоквартирних житлових будинків.
У 2008 році на площах меблевої фабрики відкрито найбільший регіональний торговельно-розважальний центр «Глобал UA».